# Parque Nacional Natural El Tuparro
Parque Nacional Natural El Tuparro är en nationalpark i Colombia.   Den ligger i departementet Vichada, i den östra delen av landet, 700 km öster om huvudstaden Bogotá. Parque Nacional Natural El Tuparro ligger 88 meter över havet. Arean är 548 kvadratkilometer.